# Lutherska kyrkan i Eswatini
Lutherska kyrkan i Eswatini är ett kontrakt inom det östra stiftet inom den Evangelisk-lutherska kyrkan i södra Afrika, sedan 2018 lett av prost Mpendulo Bongani Mdziniso.
Kontraktet består av sex pastorat, med en präst vardera:
- Mbabane, där domkyrkan och stiftscentret ligger
- Piggs Peak
- Mbekelwene
- Manzini
- Hlatikulu
- Big Bend

Kontraktet tillhör Council of Swaziland Churches.

## Historia
Berlins missionssällskap uppvaktade 1859 kung Mswati II med en begäran om att få starta luthersk mission i dåvarande Swaziland, men ansökan avslogs.
Det var först sedan Mswati efterträtts av kung Mbandzeni som det åter blev tillåtet med kristen mission i landet.
1887 bosatte sig en grupp lutheraner från Ermelo i Transvaal i byn Motjane, 15 km nordväst om huvudstaden Mbabane. En evangelist följde med dem dit, började predika i området och en liten församling växte fram.
Utöver denna församling dröjde det länge innan den lutherska kyrkan fick fotfäste i Eswatini. En swazier, Johannes Mdziniso, kom under en resa i Transvaal i kontakt med kristna och blev 1897 döpt i Volkrust.
Mdziniso ska i en dröm ha upplevt en gudomlig kallelse att predika för sitt eget folk och lät bygga en kyrka just innanför gränsen till Sydafrika. När en lokal hövding 1916 försökte köra iväg honom därifrån så vädjade Mdziniso till drottning Labotsibeni, som då styrde landet. Hon kallade Mdziniso att arbeta i Mbekelweni där hon själv bodde och gav honom ett stort stycke land i närheten av den kungliga kraalen. Där bedrev  Mdziniso en framgångsrik mission och 1924 kunde han bygga en stor kyrka på den tomt som drottningen gett honom.
Mdziniso fortsatte att predika och grunda församlingar i de södra och nordöstra delarna av landet. I slutet av 20-talet fick han hjälp av missionären Bernhard Schiele, som på hans begäran skickades ut från Berlinmissionen.
Dessa två, och sedermera tre präster, ansvarade med sina evangelister och medhjälpare för 88 församlingar av olika storlek.
1981-1990 var svensken Yngve Kalin församlingspräst i Mbabane och biträdande kontraktsprost i landet. Tillsammans med hustrun Ingela har han bildat föreningen Swazihjälpen som i liten skala förmedlar stöd till kyrkan och olika hjälpprojekt i landet. 